# Roman Kisiel (ekonomista)
Roman Henryk Kisiel – polski ekonomista, agronom, profesor nauk ekonomicznych, pracownik naukowy Wydziału Administracji Wyższej Szkoły Administracji Publicznej w Ostrołęce i Instytutu Ekonomicznego Akademii Nauk Stosowanych w Elblągu.

## Życiorys
W 1986 r. obronił pracę doktorską pt. Analiza nakładów energetycznych ponoszonych przy produkcji wybranych pasz objętościowych, której promotorem był prof. Dymitr Kaliszewicz, w 1995 r. habilitował się na podstawie pracy zatytułowanej Wykorzystanie funkcji produkcji do wyznaczania optymalnego poziomu nawożenia. W 2002 r. uzyskał tytuł profesora nauk ekonomicznych. Był profesorem zwyczajnym i kierownikiem w Katedrze Polityki Gospodarczej i Regionalnej, a także dziekanem na Wydziale Nauk Ekonomicznych Uniwersytetu Warmińsko-Mazurskiego w Olsztynie.
Został członkiem Komitetu Ekonomiki Rolnictwa PAN.